# Oberhinrichshagen

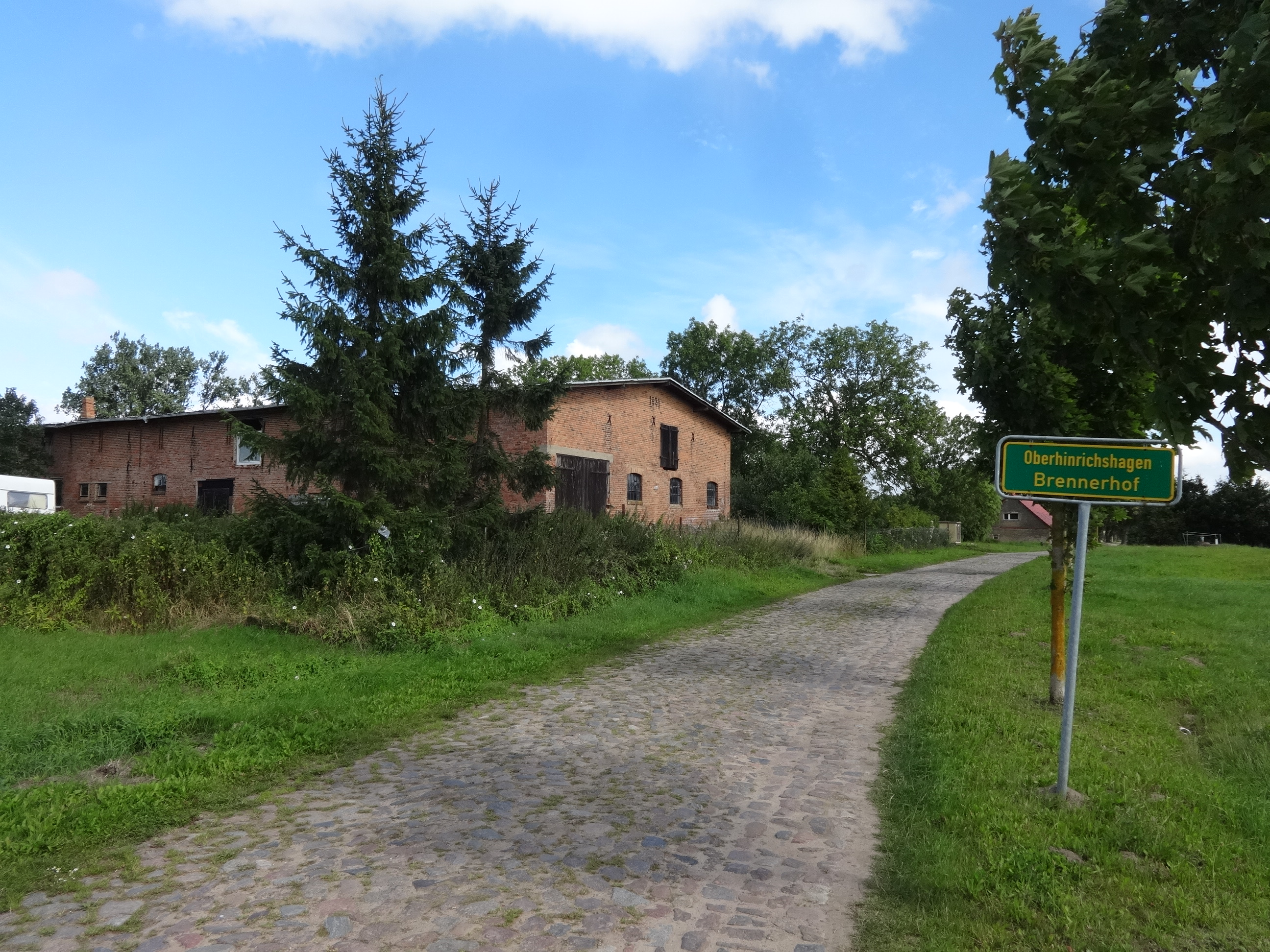
Brennerhof in Oberhinrichshagen

Oberhinrichshagen ist ein Ortsteil der Gemeinde Sundhagen im Landkreis Vorpommern-Rügen und liegt südlich von Stralsund.

## Geografie
Oberhinrichshagen liegt 19 km südöstlich der Stadt Stralsund und 15 km nordwestlich der Stadt Greifswald. Der Ortsteil grenzt im Norden an den Greifswalder Bodden. Dort lag noch 1835 lt. PUM der „Langenhinrichshagener Wald“ (das war der alte Name des Ortes). Die umgebenden Ortsteile sind (im Norden beginnend, im Uhrzeigersinn): Groß Miltzow, Reinberg, Miltzow, Engelswacht und Behnkendorf. 

## Geschichte
Oberhinrichshagen, damals Langenhinrichshagen genannt, wurde erstmals 1335 in Greifswalder Stadturkunden genannt. Der Besitz gehörte seinerzeit dem Geschlecht Slawestorpe. Dieses verkaufte 1376 den Besitz an die Stadt Greifswald und deren Hospital Heiliger Geist.
Wie alle Orte der Umgebung wurde der Besitz 1418 von Herzog Wartislaw IX. bestätigt. In alter Zeit soll der Ort noch 11 Bauernwirtschaften gehabt haben, 1670 waren es noch 7 und 1683 nur noch 6 Höfe. 1670 hatte der Ort zusätzlich einen Einliegerkaten und einen Hirtenkaten. 1786 sind 7 Bauernhöfe registriert. 1799 wurden 2 Höfen aus dem Ort ausgegliedert und gingen bis 1809 als Wohnplatz Niederhinrichshagen nach Reinberg. Ein Hof wurde dabei gelegt und der restliche Hof und der Krug gehörten dann zu Reinberg.
1833 begann der Bau der Steinbahn von Greifswald nach Stralsund (spätere B 96, jetzt B 105). Diese Chaussee durchschnitt die Ortsgemarkung und es mussten Separationen durchgeführt werden. Gleichzeitig wurde festgestellt, dass die alten Höfe baufällig waren und nicht mehr den Anforderungen an landwirtschaftliche Betriebe entsprachen. Es wurde deshalb mit der Separation der Neubau der Höfe beschlossen, die Höfe zu den Ackerflächen zu legen, damit entstand für den Ort eine sternförmige Struktur um den Zentralhof - Ortskern. Mit dieser Regelung vermied man damals weite Wirtschaftswege. 1845 war der Bau der Höfe und die Separation abgeschlossen. Die Hofpächter erhielten jetzt Verträge über 25 Jahre in Zeitpacht durch Stadt und Hospital Greifswald.
Hilfreich war für den Neubau, dass um 1835 an der Boddenküste Tonvorkommen entdeckt wurden und sowohl von Groß Miltzower, als auch auf Hinrichshagener Seite des Mühlbaches Ziegeleien eingerichtet wurden. Die Ziegelei bestand aus einem Wohnhaus, 3 Wirtschaftsgebäuden, 2 Ziegelscheunen, einem Ziegelofen und ein Katen mit zwei Wohnungen. 1866 gehörte die Ziegelei einem Grählert, im Messtischblatt von 1880 ist aber keine Ziegelei mehr verzeichnet, die Vorkommen waren wohl erschöpft.
Der Ort Oberhinrichshagen umfasste 1866 5 Wohnhäuser, 20 Wirtschaftsgebäude und 5 Katen mit je 2 bis 3 Wohnungen. Der Ort hatte 1862 201 Einwohner, 1767 waren es nur 124.
1866 hatten die Höfe folgende Pächter:
- Hof I. M. Vägler mit 411 Morgen und 20-Jahrespacht von 800 Thaler
- Hof II. Luchterhand mit 312 Morgen und 705 Thaler
- Hof III. Steinbrink mit 364 Morgen und 780 Thaler
- Hof IV. C. Vägler mit 378 Morgen und 650 Thaler
- Hof V. Spork mit 304 Morgen und 500 Thaler

Die Pachteinnahmen gingen zu 2/3 an die Stadt und 1/3 an das Heilig Geist Hospital Greifswald.
1871 weist die staatliche Statistik folgende Informationen auf: Oberhinrichshagen hatte 16 Wohnhäuser mit 30 Haushaltungen und 192 Einwohner, 1867 waren es noch 217. Alle Bewohner waren Mitglied der evangelischen Konfession.
Diese Anlagen bestanden bis zum Ende des Zweiten Weltkrieges. Die Höfe hatten alle eigene Namen: „Brennerhof“ im Südwesten, „Borgwarthof“ im Südosten, „Neidelhof“ im Norden, der „Oberhof“ im Nordwesten und der „Zentralhof“ im Ortskern. Der so genannte Oberhof ist nach 1945 wüst gefallen und der Neidelhof ist in der Entwicklung stagniert. Die anderen Höfe haben sich zu eigenständigen Wohnplätzen entwickelt und ausgeweitet.
Oberhinrichshagen gehörte zur Gemeinde Reinberg. Diese schloss sich am 7. Juni 2009 mit den Gemeinden Behnkendorf, Brandshagen, Horst, Kirchdorf, Miltzow und Wilmshagen zur neuen Gemeinde Sundhagen zusammen.

## Wirtschaft und Infrastruktur

### Unternehmen
Der Ortsteil ist von landwirtschaftlichen Betrieben und Unterkünften für Touristen geprägt. Daneben existieren einige Handwerksunternehmen.

### Verkehr
Durch die Gemeinde verläuft die B 105, die ehemalige B 96.

## Sehenswürdigkeiten
- Struktur der Siedlung mit abgelegenen Höfen